# Mike Chapman
Mike Chapman (ur. 15 kwietnia 1947 w Queenslandzie, Australia) – australijski producent muzyczny i autor piosenek.
Współtwórca, z Nicky Chinnem, wielu przebojów w latach 70. Pisał m.in. dla: Suzi Quatro („Can The Can”, „48 Crash”, „Daytona Demon”, „Devil Gate Drive”, „Stumblin' In”), Mud („Tiger Feet”, „Lonely This Christmas”), Sweet („Blockbuster”, „Ballroom Blitz”, „Little Willy”, „Wig-Wam Bam”, „Hell Raiser”, „Teenage Rampage”), Smokie („Don't Play Your Rock'n'Roll to Me”, „If You Think You Know How to Love Me”, „I'll Meet You at Midnight”, „Living Next Door to Alice”, „Lay Back in the Arms of Someone”), Hot Chocolate, The Arrows, Exile.
Po rozstaniu się z Chinnem był producentem albumów Blondie i The Knack.